# Charles Lawrence d'Autriche
Charles Lawrence d'Autriche (Galapagar, 12 août 1573 - Madrid, 9 juillet 1575)  est un infant d'Espagne du XVIe siècle décédé prématurément à l'âge de 1 an.

## Biographie
Il est le second des enfants nés du mariage entre le roi Philippe II d'Espagne et Anne d'Autriche. Deux ans avant sa naissance naît son frère Ferdinand, décédé également prématurément en 1578. Il voit le jour à Galapagar, au cours d'un voyage de la cour royale vers le Monastère de l'Escorial,. Il est baptisé dans l'Église de l'Assomption constituant l'édifice principale de l'Église de Galapagar, par le nonce papal, ses parrains étant sa tante Doña Juana et l'archiduc Alberto.

Décédé prématurément juste avant ses deux ans, il est enterré au Monastère de l'Escorial où le conduit de facto l'évêque de Sigüenza. Son gisant se trouve actuellement dans la sixième chambre sépulcrale du Panthéon des Infants sous l'inscription:
LAVRENTIVS, PHILIPPE II FILIVS.